# مارتین ایونز
مارتین پل ایونز (متولد ۲۹ اوت ۱۹۵۸) روزنامه‌نگار انگلیسی و سردبیر مکمل ادبی تایمز است. او سردبیر سابق ساندی تایمز است.

## اوایل زندگی
ایونز، که در همپستد در شمال لندن به دنیا آمد، پسر مایکل ایونز، مدیر سابق گروه فشار در اهداف صنعتی (جنگ جهانی دوم) بود، ایونز در دبیرستان کاتولیک فینچلی در فینچلی در شمال لندن، و کالج سنت پیتر، آکسفورد تحصیل کرد.

## فعالیت حرفه‌ای
ایونز برای ساندی تلگراف زیر نظر سر پرگرین وارس‌تورن کار کرد، سپس به نیوز بریتانیا نقل مکان کرد و در سال ۱۹۹۶ به عنوان معاون سردبیر ساندی تایمز منصوب شد. وی از سپتامبر ۲۰۰۷ ستون‌نویسی سیاسی روزنامه را آغاز کرد.
زمانی که جان ویترو، سردبیر ساندی تایمز، در ژانویه ۲۰۱۳ به عنوان سردبیر تایمز منصوب شد، ایونز سردبیر ساندی تایمز شد. مدیران مستقل روزنامه‌های تایمز در ابتدا از دائمی کردن هر یک از این انتصابات خودداری کردند، اما هر دو نفر را در پست‌های خود در ۲۷ سپتامبر همان سال تأیید کردند.

## زندگی شخصی
ایونز با روزنامه‌نگار آن مک الوی ازدواج کرد. این زوج دو پسر و یک دختر دارند.